# Melilotus italicus
Melilotus italicus là một loài thực vật có hoa trong họ Đậu. Loài này được (L.) Lam. miêu tả khoa học đầu tiên.